# 阿爾納 (緬因州)
阿爾納（英語：Alna）是一個位於美國緬因州林肯縣的鎮。

## 人口
根據2020年美國人口普查的數據，阿爾納的面積為55.22平方千米，當中陸地面積為54.13平方千米，而水域面積為1.09平方千米。當地共有人口710人，而人口密度為每平方千米13人。